# Seada
La seada (également sebada, sevada, savada et sevata en langue sarde) est un plat typique de la tradition sarde à base de semoule, de fromage, de miel (ou de sucre) comme condiment.
En italien, le nom du plat au singulier (seada) est souvent changé par erreur en « seadas », qui est en fait le nom sarde au pluriel. Puisque la langue sarde appartient à une branche romane autre que l'italien, le pluriel des mots est obtenu avec l'ajout final de la lettre s : sa seada, sas / is seadas (« la seada, le seadas »). Cependant, comme il n'y a pas d'univocité sur le terme italianisé, l'utilisation en italien de la distribution «la sevada» / «le sevade» n'est pas rare.

## Origine
D'après une étude récente, le seada est originaire des montagnes du nord de l'Ogliastra, et de celles de Barbagia di Ollolai, en particulier entre les villes de Dorgali et Urzulei, mais étant un produit à base de fromage, sa diffusion se trouve dans les autres régions de l'île traditionnellement liée à l'élevage ovin, donc la zone délimitée entre le Logudoro et les Baronie, lieux de transmission des savoirs grâce à la transhumance. La seada est actuellement considérée comme un dessert même si à l'origine elle faisait partie des plats principaux, à tel point qu'elle pourrait remplacer un deuxième plat.

## Production
Considéré à tort comme un plat d'origine espagnole (cebar, en espagnol, a entre autres celui de « nourrir » ; cebada est le participe passé), il doit son nom au cebada, c'est-à-dire à l'herbe également connue sous le nom de Hordeum vulgare, une céréale bien connue en Sardaigne depuis le Paléolithique avec l'épeautre et l'avoine, cultivée à grande échelle à l'époque nuragique et en particulier à l'époque de la Rome antique.
Selon le DES (Dictionnaire étymologique sarde) de Max Leopold Wagner, le seada serait ainsi appelé pour son « lustre onctueux », le nom dérive du terme sarde sebu / seu qui indique la graisse animale, qui était à l'origine utilisée pour la fabrication du plat, à savoir le su ògiu seu, à base de graisse de mouton et non de porc, comme le saindoux (ògiu de porcu).
Le seada est maintenant produit dans toute l'île, où la production artisanale est encore répandue dans les zones à vocation pastorale économique la plus importante. Depuis quelques années, les versions «commerciales», disponibles dans les grandes chaînes de distribution, se répandent également. Il existe différentes interprétations de la recette de base, mais il en existe essentiellement deux types: avec du fromage cuit et avec du fromage cru. Ce dernier est appelé en langue sarde a sa mandrona, ce qui signifie «de manière paresseuse».
Chaque année, un prix convoité pour le meilleur seada artisanale est lancé par Laòre, une agence pour la mise en œuvre de programmes régionaux dans le domaine agricole et pour le développement rural appartenant à la région de Sardaigne.

## Ingrédients et préparation

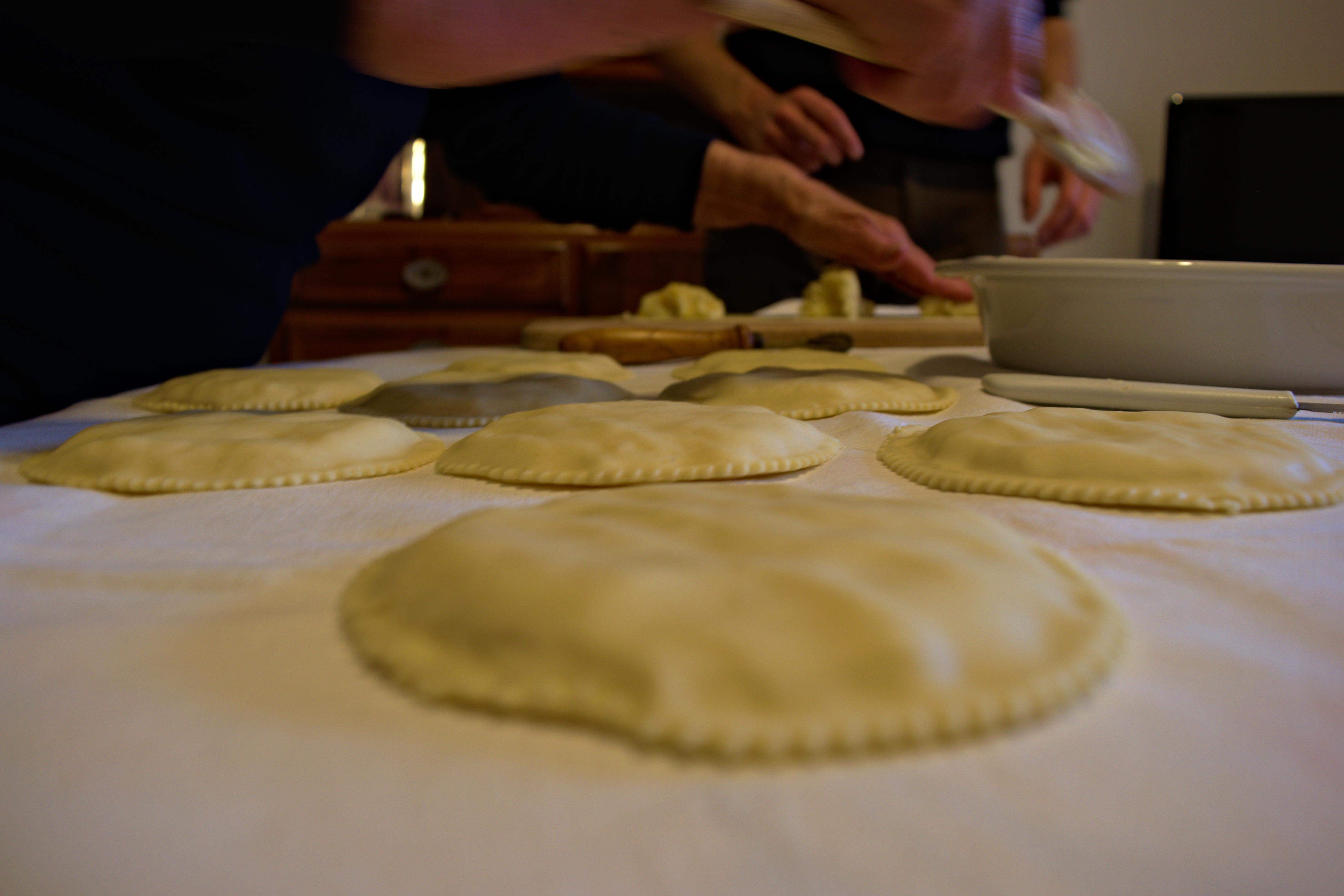
Préparation maison de seada.

Les principaux ingrédients sont : semoule, saindoux, fromage frais aigre (en sarde : casu furriau, en langue gallurese, pischedda), miel (ou sucre) et éventuellement zeste de citron râpé.
Le fromage peut être du lait de vache, mais la recette originale prévoit l'utilisation du fromage pecorino qui est idéal pour préparer ce plat. Si du fromage de vache est utilisé, il doit être aigre sans le passer dans la saumure, en le laissant à température ambiante. Il est acide au bon moment une fois que, lorsqu'il est chauffé ,il est filant. Pour la variante avec fromage cuit, le fromage est coupé en flocons et dissous dans une casserole avec une petite quantité de lait afin qu'il ne colle pas, puis une fois fondu, il est ajouté avec du zeste de citron râpé. Avec le fromage, des disques d'environ 12 à 15 cm de diamètre et 8 mm de hauteur sont fabriqués. Pour la variante au fromage cru, ce dernier est râpé grossièrement ou plus simplement coupé en éclats et additionné de zeste de citron râpé. La pâte (semoule sarde, eau et saindoux) est très bien travaillée. Les disques de fromage sont placés sur la feuille, recouverts d'une autre feuille et transformés en "ravioloni" ronds, avec une marge de 4 à 5 mm dépassant le diamètre du disque de fromage, éliminant l'air de l'intérieur du seada.

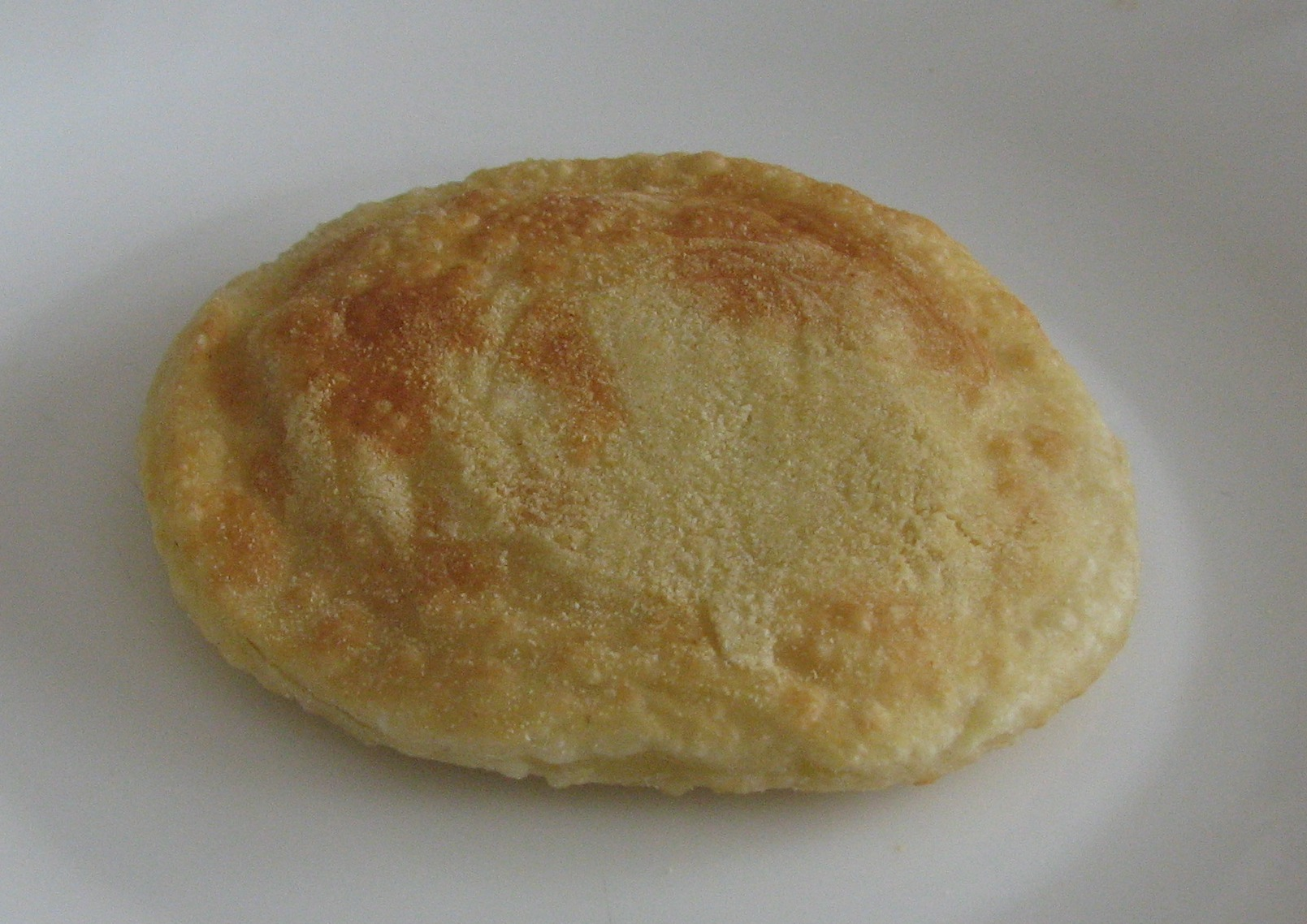
Seada prêt à être consommé.

Le seada doit être consommé frais, avant le séchage de la pâte, donc dans un délai d'un à deux jours. Il est frit dans une huile abondante, en le retournant éventuellement à mi-cuisson, mais il est préférable de cuire la partie supérieure en versant l'huile dessus avec une cuillère, en faisant très attention de ne pas percer la plaque pour empêcher l'huile d'entrer ou le fromage fondu de s'échapper. Enfin, la pâte est trempée dans du miel chauffé dans une casserole jusqu'à ce qu'elle devienne liquide et servie sur une assiette immédiatement, avant que la garniture ne refroidisse et se solidifie.
Il se marie bien avec les vins blancs doux et aromatiques tels que Malvasia di Bosa, Vernaccia di Oristano, les vins spécifiés dans le cahier des charges Vermentino di Gallura DOCG, Vermentino di Sardegna, Moscato di Sardegna et Anghelu Ruju. Variante : pour saupoudrer le miel sur le seada ( ammerrare sas seadas), faire chauffer le miel avec un peu d'eau dans une grande casserole et lorsque le miel est en ébullition, les plonger un à un, les retirer  immédiatement et les disposer en colonne sur un plat. Atteindre, puis y verser le reste du miel.